# Сабольч Детре
Сабольч Детре (угор. Szabolcs Detre, 7 березня 1947) — угорський яхтсмен.
Бронзовий призер Олімпійських Ігор 1980 року в класі Летючий голандець.